# 1988 XH1
1988 XH1 är en asteroid i huvudbältet som upptäcktes den 7 december 1988 av de båda japanska astronomerna Seiji Ueda och Hiroshi Kaneda i Kushiro.
Asteroiden har en diameter på ungefär 8 kilometer och den tillhör asteroidgruppen Eunomia.